# (3059) Pryor
(3059) Pryor (1981 EF23) – planetoida z pasa głównego asteroid okrążająca Słońce w ciągu 3,42 lat w średniej odległości 2,27 j.a. Odkryta 3 marca 1981 roku.